# Naked Blues
Naked Blues ist das im Jahr 2002 erschienene Debütalbum des Legendary Tigerman. Es ist stilistisch dem Blues zuzuordnen, enthält aber auch Elemente des Rock ’n’ Roll.

## Aufnahme
Neun der zehn auf Naked Blues enthaltenen Songs spielte der Legendary Tigerman als One-Man-Band ein – er sang, spielte Gitarre und Schlagzeug. Nur bei Track Nummer fünf sind mit Luis Pedro Madeira an der Orgel und Tapadinhas an der Trompete weitere Musiker zu hören. Aufgenommen wurde das Album in den Clic Studios (Coimbra, Portugal), Toningenieur war Goncalo Rui.

## Titel
Ein Song auf Naked Blues enthält einen Text aus einem Traditional, ein Song stammt von Bo Diddley, einer von Hasil Adkins; die übrigen Songs schrieb der Legendary Tigerman: 
1. Gonna Shoot My Woman (Traditional)
2. Naked Blues (Furtado)
3. Break My Bone (Furtado)
4. I′ll Make You Mine (Furtado)
5. Sauselito 1 PM (Furtado)
6. Mannish Boy (McDaniel)
7. Lust (Furtado)
8. I′m Just A Man (Furtado)
9. Sometimes I Miss You (Furtado)
10. She Said (Adkins)

## Veröffentlichungen
Naked Blues wurde erstmals im Jahr 2002 vom Label Subotnick Enterprises als CD veröffentlicht. Ein Jahr später erschien das Album bei Munster Records als 10-Inch-Vinyl inklusive eines Hidden Tracks. Diese Version ist mittlerweile ein recht hoch gehandeltes Sammlerstück.